# 鄭進
鄭 進（정 진、チョン・ジン、てい しん、1937年 - 2017年9月18日）は、在日本大韓民国民団（民団）常任顧問、前中央団長。

## 来歴
- 日本大学経済学部卒業。
- 1973年～1974年 - 民団長野県松本支部組織課長[2]
- 1974年～1976年 - 民団長野県松本支部副団長・事務部長
- 1976年～1979年 - 民団長野県松本支部副団長
- 1979年～1982年 - 民団長野県地方本部総務部長
- 1986年～1993年 - 民団長野県地方本部副議長
- 1996年～2002年 - 民団長野県地方本部団長（2期）
- 2002年～現在 - 民団長野県地方本部常任顧問
- 2003年～2006年 - 民団中央本部副団長
- 2006年の民団中央団長選挙に出馬し、財政基盤造成委員会の設置、地方参政権の獲得、民族金融機関の育成、総連との交流等を公約に掲げて[3]、同年9月21日、中央団長に選出された。
- 2009年2月24日、中央団長に再選[4]。